# Туко, Дмитрий Дамирович
Дмитрий Дамирович Туко (род. 12.10.1987) российский дзюдоист, серебряный призёр чемпионата России 2011 года, бронзовый призёр этапа Кубка Европы 2014 года, Победитель Всемирных игр полицейских и пожарных 2015 года. Выступал в полулёгкой (до 66 кг) весовой категории. Завершил спортивную карьеру.

## Спортивные результаты
- Международный турнир «Евразия» 2005 (Оренбург, Россия)[6][7] — ;
- Первенство России по дзюдо 2006[8] (Брянск, Россия) — ;
- Чемпионат России по дзюдо 2011 (Казань, Россия) — ;
- Кубок Европы по дзюдо 2014 (Зиндельфинген, Германия)[9] — ;
- Чемпионат Общества "Динамо" 2014[10] (Уфа, Россия) — ;
- Всемирные игры полицейских и пожарных по дзюдо 2015[5] (Фэрфакс, США) — .
- Участник Кубка Мира 2011 в составе сборной России по дзюдо [11].